# Petrell de De Filippi
El Petrell de De Filippi (Pterodroma defilippiana) és un ocell marí de la família dels procel·làrids (Procellariidae) que cria a les illes Desventuradas, al Pacífic Oriental, a prop de Xile i es dispersen pel voltant de la zona.